# Namhae Expressway Branch 2
De Namhae Expressway Branch 2 (snelweg nummer 104) (Koreaans: 남해고속도로제2지선, Namhae Gosok Doro Je-i(2) Jiseon) is een autosnelweg in Zuid-Korea. De snelweg is 20 kilometer lang en verbindt Gimhae met Busan. De snelweg werd aangelegd vanaf 1981.
1 / Gyeongbu Expressway ·
10 / Namhae Expressway ·
12 / Muan–Gwangju Expressway ·
12 / Gwangju–Daegu Expressway ·
14 / Hamyang–Ulsan Expressway ·
15 / Seohaean Expressway ·
16 / Ulsan Expressway ·
17 / Iksan–Pyeongtaek Expressway ·
17 / Pyeongtaek–Paju Expressway ·
20 / Saemangeum–Pohang Expressway ·
25 / Honam Expressway ·
25 / Nonsan–Cheonan Expressway ·
27 / Suncheon–Wanju Expressway ·
29 / Sejong–Pocheon Expressway ·
30 / Seosan–Yeongdeok Expressway ·
32 / Dangjin–Cheongju Expressway ·
35 / Tongyeong–Daejeon Expressway ·
35 / Jungbu Expressway ·
37 / Second Jungbu Expressway ·
40 / Pyeongtaek–Jecheon Expressway ·
45 / Jungbu Naeryuk Expressway ·
50 / Yeongdong Expressway ·
52 / Gwangju–Wonju Expressway ·
55 / Jungang Expressway ·
60 / Seoul–Yangyang Expressway ·
65 / Donghae Expressway ·
100 / Capital Region First Ring Expressway ·
102 / Namhae Expressway Branch 1 ·
104/ Namhae Expressway Branch 2 ·
105/ Namhae Expressway Branch 3 ·
110/ Second Gyeongin Expressway ·
120/ Gyeongin Expressway ·
130/ Incheon International Airport Expressway ·
151/ Seocheon–Gongju Expressway ·
153/ Pyeongtaek–Siheung Expressway ·
171/ Osan–Hwaseong Expressway ·
171/ Yongin–Seoul Expressway ·
173/ Iksan–Pyeongtaek Expressway Branch ·
202/ Saemangeum–Pohang Expressway Branch (Pohang) ·
204/ Saemangeum–Pohang Expressway Branch (Iksan-Wanju) ·
251/ Honam Expressway Branch ·
253/ Gochang–Damyang Expressway ·
255/ Gangjin–Gwangju Expressway ·
292/ Sejong–Pocheon Expressway Osong Branch ·
300/ Daejeon Southern Ring Expressway ·
301/ Sangju–Yeongcheon Expressway ·
400/ Capital Region Second Ring Expressway ·
451/ Jungbu Naeryuk Expressway Branch ·
500/ Gwangju Ring Expressway ·
500/ Jungang Expressway Branch ·
600/ Busan Ring Expressway ·
700/ Daegu Ring Expressway ·